# Żyły płucne
Żyły płucne (łac. venae pulmonales) – naczynia żylne prowadzące krew utlenowaną z płuc do serca u ryb dwudysznych, płazów, gadów i ssaków. U dwudysznych jedna żyła płucna wpada do lewej części przedsionka serca. U ptaków dwie żyły płucne łączą się w jeden pień wpadający wspólnie do lewego przedsionka. U ssaków żyły płucne wpadają do lewego przedsionka, ich liczba jest zmienna gatunkowo i osobniczo.

## Żyły płucne człowieka
U człowieka z każdego płuca wychodzą dwie żyły płucne: górna i dolna. W obrębie wnęki płuca żyły płucne górne położone są najbardziej do przodu ze wszystkich głównych struktur korzenia płuca, a żyły płucne dolne – najniżej. Po wyjściu z wnęki płuca żyły płucne biegną niemal poziomo w kierunku serca, prawe z tyłu od prawego przedsionka serca, żyły głównej górnej i aorty wstępującej, a nieco krótsze lewe z przodu od aorty piersiowej. Uchodzą do lewego przedsionka serca, przechodząc między fałdami osierdzia, utworzonymi z przechodzących w siebie blaszek ściennej i trzewnej, tworzącymi zawiłą linię szczelin w osierdziu wpuszczających do serca dochodzące do niego żyły (wrota żylne). Żyły płucne przechodzą przez wrota żylne tuż przed swoimi ujściami, co sprawia że w większości leżą zewnątrzosierdziowo. Przejście żył płucnych w ścianę przedsionka nie jest wyraźnie odgraniczone, część sklepienia przedsionka utworzona jest z połączenia końcowych odcinków obu żył każdej strony. Połączenie to może być wbudowane w ścianę przedsionka w różnym stopniu, przez co zamiast czterech ujść żył płucnych może być w nim obecnych mniej albo więcej. Żyły płucne nie mają zastawek.
Żyły dolne (żyła płucna prawa dolna i żyła płucna lewa dolna) prowadzą krew z dolnych płatów odpowiednich płuc, na każdą z nich składają się po dwie żyły (gałęzie): górna (szczytowa) i podstawna wspólna. Żyła płucna lewa górna zbiera krew z górnego płata lewego płuca, składając się z połączenia trzech żył (gałęzi): szczytowo-tylnej, przedniej i języczkowej. Żyła płucna prawa górna zbiera krew z górnego i środkowego płata prawego płuca, z płata górnego dochodzą do niej trzy żyły (gałęzie): szczytowa, przednia i tylna, a z płata środkowego jedna: żyła płatowa środkowa. Możliwe są jednak odmienności w obszarze unaczynienia, szczególnie gdy płaty nie są całkowicie od siebie oddzielone. Do żył płucnych wpadają także żyły oskrzelowe zbierające krew odtlenowaną z obwodowej części płuc. Do krwi wracającej żyłami płucnymi w krążeniu małym dostaje się więc trochę krwi odtlenowanej. Jest to jednak tak niewielka ilość, że nie ma znaczenia w krążeniu wielkim.